# Ruda (powiat moniecki)
Ruda – wieś w Polsce położona w województwie podlaskim, w powiecie monieckim, w gminie Krypno.
Wieś królewska (sioło), należąca do wójtostwa krypińskiego starostwa knyszyńskiego w 1602 roku położona była w 1795 roku w ziemi bielskiej województwa podlaskiego. W latach 1975–1998 miejscowość należała administracyjnie do województwa białostockiego.
Wierni kościoła rzymskokatolickiego należą do parafii Narodzenia Najświętszej Maryi Panny w Krypnie.